# Triphyllozoon floribundum
Triphyllozoon floribundum är en mossdjursart som beskrevs av Hayward 1999. Triphyllozoon floribundum ingår i släktet Triphyllozoon och familjen Phidoloporidae. Inga underarter finns listade i Catalogue of Life.